# 国际共产主义同盟（第四国际主义者）
国际共产主义同盟（第四国际主义者）（英語：International Communist League (Fourth Internationalist)，缩写为ICL-FI)，也译作国际共产主义联盟（第四国际主义者），是一个托洛茨基主义国际组织，旧称国际斯巴达克倾向，其下属各国支部分别称为“斯巴达克同盟”、“斯巴达克小组”、“斯巴达克工人党”。

## 历史
该组织起源于美国的社会主义工人党过去的一个派别：革命倾向。1964年，革命倾向被社会主义工人党领导层开除出党，革命倾向遂更名为“斯巴达克斯主义者”（得名于第一次世界大战期间德国革命社会主义者卡尔·李卜克内西和罗莎·卢森堡领导的斯巴达克同盟）。1966年后，“斯巴达克斯主义者”更名为“斯巴达克斯主义联盟”。1970年代，美国“斯巴达克斯主义联盟”成员比尔·洛根在新西兰组建了另一个“斯巴达克斯主义联盟”，这一组织后来又发展壮大为“澳大利亚和新西兰斯巴达克斯主义联盟”。1974年7月，两个斯巴达克斯主义联盟签署“争取组建国际托洛茨基主义倾向的声明”，并将各自的中央委员会合并，设立一个国际执行委员会和一个国际书记处，作为共同领导机构。1979年夏天，国际斯巴达克斯主义倾向召开了第一次国际会议。1989年，该组织改用现名。该组织在全球有一两百名成员，多数下属组织成员20人，是一个小型但集中且纪律严明的托派国际。

## 政治观点
该组织的意识形态一般被认为是一种“正统托洛茨基主义”。该组织的创始人詹姆斯·罗伯逊及其支持者因反对美国社会主义工人党与“帕布洛主义”和解，于1964年被开除出美国社会主义工人党。但与后来成立工人联盟（现为社会主义平等党）的前派系成员不同，斯巴达克斯主义联盟不拥护格里·希利的第四国际国际委员会。该组织认为中国、越南等仍是畸形工人国家，进而聲稱仍須保卫这些畸形工人国家。
1979年苏联干预阿富汗时，许多托派组织均表示了不同程度对苏联的谴责，但该组织在自己的刊物上公开表示"向红军致敬"。该组织指出阿富汗的伊斯兰教圣战者的资金、武器和军事训练均由美国支持，并将苏联的干预视为对由帝国主义支持的伊斯兰反动派的防御，后者由毛拉和封建地主领导，反对亲苏联的阿富汗人民民主党对阿富汗的进步改革，包括减少女性的聘礼和土地改革。该组织认为苏联干预阿富汗同1956年苏联在匈牙利事件中反动地镇压匈牙利工人阶级政治革命不同，前者将支持阿富汗的妇女权利和社会平等，是“苏联斯大林官僚的极少数几件真正进步的行动之一”，“它特别对遭到恐怖压迫的阿富汗妇女，提供了延伸1917年俄国革命社会果实的可能性”。
1980年代时，其他托派组织把波兰团结工会看作真正的工人组织，具有反官僚集团的革命性质，但是该组织对团结工会持反对态度，认为其具有反革命的性质，特别是在波兰人民共和国政府倒台后，该组织反复强调团结工会是反革命的“假工会”，在波兰资产阶级统治复辟中起到了主导性作用。该组织同时指责支持团结工会的国际马克思主义趋势领导人泰德·格兰特、英国社会主义工人党领导人托尼·克里夫、美国社会主义平等党领导人大卫·诺斯、第四国际联合书记处领导人埃內斯特·曼德爾等人为“修正主义者”。
该组织特别强调稱中国1989年发生的六四事件與“反革命”的团结工会的性质截然相反。该组织认为这场运动中，学生们唱着国际歌，工人们举着毛泽东和周恩来的画像挺近广场支持学生，反对官僚腐败，有强烈的平等主义色彩和社会主义意识，是一场工人政治革命的萌芽，并且强烈谴责斯大林主义的中共对之进行的血腥镇压。
该组织强调中国经济的核心公有成分，否认中国已经发生了资本主义复辟，认为中国的经济体制类似国家资本主义的一种极端模式，即“在无产阶级专政下向资本主义剥削开放某些经济领域”。其坚持无条件地军事保卫“中国畸形工人国家”以反对帝国主义的进攻和内部的反革命，同時主张在中国铸造一个列宁主义-托洛茨基主义的政党，去领导富有战斗性的无产阶级夺取政权，实现推翻官僚的政治革命。
該國際認為中國既不是資本主義國家，也不是帝國主義國家，這個情況是「一个非常独特的现象」，該國際表示其不支持中國特色社會主義，聲稱：「从表面上看，中共似乎通过与魔鬼的交易取得了胜利。但高增长和与资本主义共存之所以成为可能，只是因为政权所面临的外部压力处于低谷。随着国际形势的变化和美国对中国的冲突，经济增长停滞不前，内部矛盾日益加剧；尽管中共竭力抹杀阶级斗争，但工人与资本家之间不可避免的冲突终将会再次在政治舞台的最前沿爆发。」但該國際也不認為應該讓毛派掌權，原因是毛主義者認可一國社會主義論一事註定會使被資本主義國家包圍的中國陷入困境之中，因而在主張壓制親資本主義勢力冒起的同時，鼓吹工人階級推翻「推翻斯大林官僚集团，为社会主义革命建立国际工人阶级联盟」。
在2019年香港反送中运动中，该组织称运动为“反革命狂飙”，理由是其總体上亲近英美帝国主义，并强调美国对该运动的资金支持以及示威者公开要求帝国主义势力介入。该组织强调說这次运动的性質與六四事件的性质完全不同，聲稱把六四事件与这次示威联系起来并同示威者站在一起的社会主义行动是假托派，和他们的母体国际社会主义替代与工人国际委员会一样“肮脏不堪”，并且聲称他们糟蹋了天安门运动的历史遗产。该组织表态支持中国畸形工人国家的部队（包括香港警察）对本次反共动员的打击，同时抨擊中共所實施的“一国两制”政策，称其为对工人阶级的背叛，并且聲稱对香港财阀作出支持和纵容的中共应为此负责，该组织也主张彻底剥夺香港资本家所擁有的財產。

## 支部
- 日本 日本斯巴达克小组
- 英国 斯巴达克同盟/不列颠
- 美国 斯巴达克同盟/美国
- 希腊 希腊托洛茨基主义团体
- 加拿大 魁北克和加拿大托洛茨基主义联盟
- 澳大利亚斯巴达克同盟
- 德国 德国斯巴达克工人党
- 愛爾蘭 爱尔兰斯巴达克小组
- 義大利 意大利托洛茨基主义联盟
- 墨西哥 墨西哥斯巴达克小组
- 南非 斯巴达克派/南非
- 法國 法国托洛茨基主义联盟
- 菲律賓 菲律宾斯巴达克小组

## 前支部
- 瑞典 斯巴达克斯同盟
- 以色列 以色列斯巴达克同盟
- 斯里蘭卡 斯巴达克同盟/兰卡
- 波蘭 波兰斯巴达克小组

## 抨擊
宣揚托洛茨基主義的網站《驚雷》對該組織持有負面看法，聲稱：「其特点是将保卫工人国家的口号推向极端，事实上使自己的很多观点及看法向斯大林主义看齐，并具有浓厚的阵营论色彩。如在苏联侵略阿富汗时该国际坚决支持苏联的行为。」並且聲稱：「該国际在实际活动时宗派主义气也很重，动辄对其他左翼团体进行无原则式的攻击。」